# Прапор смт Старого Криму
Прапор смт Старий Крим — офіційний символ смт Старий Крим затверджений 14 вересня 2000 року XI сесією сільради ХХІІІ скликання.
Прапор являє собою прямокутне полотнище з трьох рівновеликих горизонтальних смуг — синьої, жовтої і зеленої. Дві верхніх смуги символізують кольори Державного прапора, зелена — розвиток сільського господарства в селищі.